# اسب کامارگ
اسب کامارگ (فرانسوی: Camarguais‎) یک نژاد سنتی فرانسوی اسب کار بومی منطقه کامارگو (منطقه طبیعی) در جنوب فرانسه است.